# 峰岸純夫
峰岸 純夫（みねぎし すみお、1932年5月5日 - ）は、日本の歴史学者。専門は日本中世史。東京都立大学名誉教授。元歴史学研究会委員長。学位は、文学博士（慶應義塾大学・1990年）。

## 略歴
群馬県伊勢崎市出身。1959年慶應義塾大学文学部卒業。1961年慶應義塾大学大学院文学研究科史学専攻修士課程修了。卒業論文は赤城山麓の用水遺構である「女堀」に関する研究で、さらに新田荘や新田氏研究を通じた中世東国史研究を行う。
1966年に慶應義塾志木高等学校教諭となる。1971年から宇都宮大学教育学部専任講師、1973年に同助教授を経て、1975年に東京都立大学人文学部助教授となる。1982年に同大学教授に昇格後、1989年に東京都立大学附属高等学校校長、1991年に東京都立大学評議員に就任する。1993年に同大学図書館長を経て、1994年に東京都立大学名誉教授となる。その後、中央大学文学部教授を歴任した。
1996年から1999年にかけて歴史学研究会委員長などを務めた。1990年に『中世の東国－地域と権力－』で文学博士（慶應義塾大学）の学位を取得した。
「九条科学者の会」呼びかけ人を務めている。

## 著書

### 単著
- 『中世の東国』（東京大学出版会、1989年）
- 『中世災害・戦乱の社会史』（吉川弘文館、2001年）
- 『新田義貞』（吉川弘文館、2005年）
- 『中世東国の荘園公領と宗教』（吉川弘文館、2006年）
- 『中世社会の一揆と宗教』（東京大学出版会、2008年）
- 『足利尊氏と直義』（吉川弘文館、2009年）
- 『中世の合戦と城郭』（高志書院、2009年）
- 『中世荘園公領制と流通』（岩田書院、2009年）
- 『日本中世の社会構成・階級と身分』（校倉書房、2010年）
- 『新田岩松氏』戎光祥出版 中世武士選書 2011
- 『太平記の里新田・足利を歩く 歴史の旅』吉川弘文館 2011
- 『享徳の乱 中世東国の「三十年戦争」』講談社選書メチエ、2017

### 共編著
- 『日本歴史の視点』（児玉幸多編集代表、日本書籍、1973年）
- 『地方文化の日本史』（編著、文一総合出版、1978年）
- 『戦国大名論集(13)』（編著、永原慶二監修、秋沢繁ほか編、吉川弘文館、1984年）
- 『歴史を学ぶこと教えること』（編著、北島万次編、東京大学出版会、1986年）
- 『古文書の語る日本史』（編著、児玉幸多監修、所理喜夫ほか編、筑摩書房、1989年）
- 『争点日本の歴史(4)』（編著、新人物往来社、1991年）
- 『家族と女性』（編著、吉川弘文館、1992年）
- 『新視点日本の歴史(4)』（編著、池上裕子編、新人物往来社、1993年）
- 『史料と遺跡が語る中世の東京』（編著、木村茂光編、新日本出版社、1996年）
- 『城と石垣』（編著、入間田宣夫編、高志書院、2003年）
- 『戦国武将・合戦事典』（編著、片桐昭彦編、吉川弘文館、2005年）
- 『中世武家系図の史料論（上）（下）』（編著、入間田宣夫・白根靖大編、高志書院、2007年）
- 『禁裏領山国荘』（坂田聡編、高志書院、2009年）
- 『戦国時代の城』（編著、萩原三雄編、高志書院、2009年）
- 『史料纂集 古記録編 [161] 松陰私語』川崎千鶴共校訂 八木書店 2011
- 『足利尊氏再発見 一族をめぐる肖像・仏像・古文書』江田郁夫共編 吉川弘文館 2011
- 『関東の名城を歩く 北関東編』齋藤慎一共編 吉川弘文館 2011
- 『足利尊氏 激動の生涯とゆかりの人々』江田郁夫共編 戎光祥出版 2016

### 監修
- 『寺内町の研究(1)(2)(3)』（脇田修監修、大澤研一・仁木宏編、法藏館、1998年）
- 『葛西氏の研究』（入間田宣夫編、名著出版、1998年）
- 『千葉氏の研究』（野口実編、名著出版、2000年）
- 『図説八王子・日野の歴史』（郷土出版社、2007年）
- 『三浦氏の研究』（名著出版、2008年）
- 『東国武士と中世寺院』（埼玉県立嵐山史跡の博物館編、高志書院、2008年）